# (17241) Wooden
(17241) Wooden est un astéroïde de la ceinture principale.

## Description
(17241) Wooden est un astéroïde de la ceinture principale. Il fut découvert le 11 mars 2000 à la station Anderson Mesa par le programme LONEOS. Il présente une orbite caractérisée par un demi-grand axe de 2,60 UA, une excentricité de 0,19 et une inclinaison de 14,4° par rapport à l'écliptique.

## Compléments